# ReachNow
ReachNowは、2016年に創業したBMWグループ傘下のカーシェアリングサービス企業。アメリカ合衆国ワシントン州シアトル、オレゴン州ポートランド、ニューヨーク州ニューヨークでBMW、BMW i、ミニのカーシェアリングサービスを展開している。
2018年よりプロのドライバーを伴う配車サービス「ReachNow Ride」も開始している。

## 歴史
2016年4月にBMW・i3、BMW・3シリーズ、ミニ クーパーを含む370台の車両をワシントン州シアトルに展開してサービスが開始された。同年9月にオレゴン州ポートランドで、同年11月にニューヨーク市ブルックリン区でもサービスを開始している。

## 特徴
- iOSまたはAndroid用のアプリをダウンロードし、ユーザー登録を行う。ユーザー登録にはユーザーの免許証の写真と自分撮りが本人認証のために必要となる[4][5]。また料金の支払いのためにクレジットカードの登録が必要[5]。
- アプリを利用して、シェアリングしたい車両が停まっている場所を探し、予約を行う[4][5][6]。
- シェアリングする車両のドアロック解除はアプリから行う[5][7]。
- 車両のエンジンの始動は、車内のスクリーンに表示された手順に従う[7]。
- 利用終了は、ReachNowのサービス対象エリア内の合法的な駐車スペースであれば、どこでも乗り捨てで良い[2][4][7]。降車する際に同じ車両を継続して利用する「キープ」を選択することも可能[7]。
- 利用料金は従量課金型で、1分単位に課金される[4][6][5]。ガソリン料金、保険料、パーキングメーター利用料金もReachNow利用料金に含まれている[5]。初めて利用する場合には、初期登録費が別途必要となる[6]。